# 红脉大黄
红脉大黄（学名：Rheum inopinatum）为蓼科大黄属下的一个种。

## 扩展阅读
- 維基物種上的相關：红脉大黄